# Wincenty Bolesław Stawiarz
Wincenty Bolesław Stawiarz ps. „Orzeł” (ur. 25 września 1898 w Sosnowcu, zm. 13 marca 1969 w Ziębicach) – podoficer Legionów Polskich, działacz niepodległościowy, kawaler Orderu Virtuti Militari.

## Życiorys
Urodził się 25 września 1898 w Sosnowcu, w robotniczej rodzinie Stanisława i Marianny z Zarzyckich. W latach 1906–1911 uczęszczał do szkoły powszechnej w rodzinnym mieście, a w latach 1911–1914 do siedmioklasowej rosyjskiej Szkoły Realnej w Sosnowcu. 20 sierpnia 1914 jako ochotnik wstąpił w szeregi 1 pułku piechoty Legionow Polskich. W stopniu kaprala w dniach 22-25 grudnia 1914 wykazał się odwagą podczas bitwy pod Łowczówkiem, gdzie wziął do niewoli 10 Rosjan, a także w październiku 1915 uczestnicząc w walkach pod Kuklą i Kamieniuchą, gdzie „z własnej inicjatywy uzbrajając w granaty ręczne porwał dwie sekcje do kontrataku. Podbiegając z ludźmi na 40 kroków zasypuje stanowisko nieprzyjacielskie granatami ręcznymi, szerząc zamieszanie i popłoch”. Za czyny te został wyróżniony nadaniem Krzyża Srebrnego Orderu Virtuti Militari. Żołnierzem Legionów był do kryzysu przysięgowego otrzymując awans na stopień sierżanta sztabowego. Od listopada 1918 służył ponownie w 9 kompanii 1 pułku piechoty Legionów, przechodząc z pułkiem cały jego szlak bojowy. 1 listopada 1921 został przeniesiony do rezerwy. 
Jako osadnik wojskowy otrzymał 11 hektarową działkę w osadzie Marysin, w gminie Szczorse powiatu nowogródzkiego, którą przekazał ojcu, a po jego śmierci oddał bratu i siostrze. 5 września 1922 został zatrudniony w Urzędzie Wojewódzkim w Katowicach, ale 28 lutego następnego roku został zwolniony z powodu redukcji. Później znalazł zatrudnienie w urzędzie gminy Korelicze. Od 27 stycznia 1930 pracował na stanowisku sekretarza zarządu gminy Poręba. Później mieszkał w osadzie Andrzejów, w gminie Warchoły powiatu ostrowskiego. Od 1936 pracował w PKP w Jędrzejowie. Od 1938 w Lipsku nad Wisłą był właścicielem hurtowni tytoniowej. 
W czasie trwania kampanii wrześniowej został zmobilizowany do 1 pułku piechoty Legionów, a następnie internowany na Węgrzech. W 1941 udało mu się powrócić do rodziny. Od 1946 mieszkał i pracował w samorządzie miejskim na etacie księgowego w Ziębicach, położonych na Dolnym Śląsku. Zmarł w Ziębicach i został pochowany na miejscowym cmentarzu.
Wincenty był żonaty z Zofią z domu Adamus, z którą miał czworo dzieci: Jadwigę (ur. 1924), Henryka (ur. 1926), Jerzego Ryszarda (ur. 1928) oraz Krystynę (ur. 1932).

## Ordery i odznaczenia
- Krzyż Srebrny Orderu Wojskowego Virtuti Militari nr 7204[3] – 17 maja 1922[10]
- Krzyż Niepodległości – 2 sierpnia 1931 „za pracę w dziele odzyskania niepodległości”[11][8]
- Krzyż Walecznych dwukrotnie nr 40017 „za czyny orężne w bojach byłego 1 pp Leg.”[12][13][8]